# Bror Kronstrand
Karl Bror Albert Kronstrand, född 15 mars 1875 i Mariestad, död 1 maj 1950 i Stockholm, var en svensk konstnär.
Bror Kronstrand utbildade sig vid Kungliga Konstakademien i Stockholm 1895-1900 och kom senare att också bli invald som ledamot i densamma.
Bror Kronstrand kom även att verka internationellt. Han var aktiv i bland annat England, USA, Argentina och Brasilien.
Som porträttmålare avbildade han bland andra Gustaf V, Emanuel Nobel, Per Albin Hansson, den tjeckiske presidenten Tomáš Garrigue Masaryk och Helen Taft, gift med president William Howard Taft.
Förutom porträttmåleri ägnade sig Kronstrand främst åt etsning.. Kronstrand finns representerad vid bland annat Uppsala universitetsbibliotek, Kalmar konstmuseum och Nationalmuseum i Stockholm.

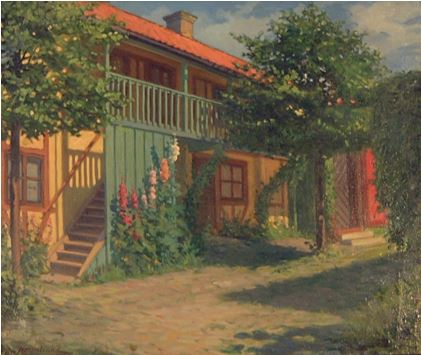
Oljemålning av Bror Kronstrand föreställande barndomshemmet på innergården på Kyrkogatan.